# Минулі життя
«Минулі життя» (іноді «Минуле не вмирає», англ. Past Lives) — американський художній фільм режисера Селін Сон. Головні ролі у ньому зіграли Грета Лі, Тео Ю та Джон Магаро. Прем'єра картини відбулася 21 січня 2023 року на кінофестивалі «Санденс», 19 лютого 2023 року фільм показали на 73-му Берлінському кінофестивалі. 2 червня 2023 фільм вийшов у прокат в США.

## Сюжет
Герої фільму — кореянка Ен На та її шкільний товариш Хе Сон. Вони разом навчалися в Сеулі, і Ен На була закохана в Хе Сона, але їхня дружба раптово обірвалася, коли дівчинці довелося переїхати з сім'єю до Канади. Через 12 років вони знаходять одне одного в соціальних мережах, починають переписуватись і розмовляти по Скайпу. Ен На (тепер вона носить ім'я Нора і живе в Нью-Йорку) почувається розчарованою: Хе Сон зовсім не такий, яким вона його уявляла. Вона вважає зустріч малоймовірною, а тому обриває контакти та починає зустрічатися з американцем Артуром. Ще через 12 років, коли Нора вже одружена з Артуром, Хе Сон приїжджає в Америку, і в них починається любовний роман.

## У ролях
- Грета Лі — Нора
- Тео Ю — Хе Сон
- Джон Магаро — Артур

## Виробництво та прем'єра
Проєкт було анонсовано у 2020 році. Режисером та сценаристом із самого початку була Селін Сон, продюсувала фільм компанія A24. У серпні 2021 року головні ролі отримали Грета Лі та Джон Магаро. Основні зйомки проходили Нью-Йорку та Сеулі.
Прем'єра картини відбулася 21 січня 2023 року на кінофестивалі «Санденс», 19 лютого 2023 року фільм показали на 73-му Берлінському кінофестивалі. 23 червня 2023 року розпочався прокат у США.

## Сприйняття
На сайті агрегатора рецензій Rotten Tomatoes рейтинг фільму складає  98 % на основі 247 рецензій та має оцінку  9,2/10. На сайті Metacritic рейтинг фільму — 94 на основі 51 думки критика та середній бал — 8,4.